# Бал Перазим
Бал Перазим (Ba'al-Perazim) је мјесто у близини Јерусалима познато по бици у којој је израелски краљ Давид побиједио Филистејце.
Филистејци су покушали да преотму Јерусалим у који је он тек пренио престоницу, из Хеброна. Са овом побједом, праћеном још једном код Рефаима (Rephaim), Давид се ослободио подређеног положаја и потчинио Филистејце себи.